# Milwaukee Brewers
Die Milwaukee Brewers sind ein Major League Baseball-Team der National League. Bis 1997 waren die Brewers Mitglied der American League, wechselten aber im Zuge der darauffolgenden Expansion die Liga. Nun spielen die Brewers in der National League und dort in der Central Division.
Ihr Stadion ist das American Family Field in Milwaukee im Bundesstaat Wisconsin. Ihren Namen Brewers, auf Deutsch Bierbrauer, nahmen sie an, um die Brautradition in Milwaukee zu ehren, die dort durch die vielen deutschstämmigen Einwanderer entstand. Namengebend für das Stadion, das American Family Field, ist die amerikanische Versicherung American Family Insurance.

## Geschichte
Das Franchise wurde 1969 in Seattle als Seattle Pilots gegründet, wo das Team nur ein Jahr spielte, bevor es im Jahr 1970 von den Unternehmern Allan H. "Bud" Selig and Edmund Fitzgerald übernommen wurde und unter dem neuen Namen Milwaukee Brewers nach Milwaukee zog. Im Jahr 1972 wechselte das Franchise von der American League West in die American League East; im Jahr 1994 in die neu gegründete American League Central und im Jahr 1998 schließlich in die National League Central, wo es bis heute spielt.
Im Jahr 1981 gewannen die Milwaukee Brewers den Titel in der American League East Division und verloren im Anschluss gegen die New York Yankees in der American League Division Series. Im darauffolgenden Jahr 1982 hatten die Brewers ihren bisher einzigen Auftritt in der World Series. Sie verloren die Serie gegen die St. Louis Cardinals mit 3:4.
2008 verloren sie die National League Division Series gegen die Philadelphia Phillies. Im Jahr 2011 konnten sich die Milwaukee Brewers in der National League Division Series gegen die Arizona Diamondbacks durchsetzen, verloren jedoch die National League Championship gegen die St. Louis Cardinals.
Erst im Jahr 2018 konnten die Brewers wieder einen Platz in der Postseason für sich beanspruchen. Sie lagen am Ende der Saison mit einem Win-Loss-Record von 95-67 gleichauf mit den Chicago Cubs, die sie am 1. Oktober 2018 in einem Tiebreaker-Spiel besiegten und somit den ersten Platz in der National League Central erkämpften.

## Nicht mehr vergebene Nummern
- 01 Bud Selig, erster Besitzer der Milwaukee Brewers
- 04 Paul Molitor
- 19 Robin Yount
- 42 Jackie Robinson (bei jedem Club der Major League Baseball)
- 44 Hank Aaron

## Minor-League-Teams der Milwaukee Brewers
Zum Franchise der Brewers gehören folgende Minor-League-Teams:
- AAA: 	Colorado Springs Sky Sox, Colorado Springs, Colorado
- AA: Biloxi Shuckers, Biloxi, Mississippi
- Advanced A: Carolina Mudcats, Zebulon, North Carolina
- A: Wisconsin Timber Rattlers, Oshkosh, Wisconsin
- Rookie: Arizona Brewers, Phoenix, Arizona
- Rookie: Helena Brewers, Helena, Montana
- Rookie: Dominican Brewers, Dominikanische Republik

## Nicknames in der Major League
- 1969 Seattle Pilots
- seit 1970 Milwaukee Brewers